# Усть-Золиха
Усть-Золиха — село в Красноармейском районе Саратовской области, в составе Карамышского муниципального образования. Бывшая немецкая колония Мессер (нем. Messer). Население — 1518 чел. (2010).

## История

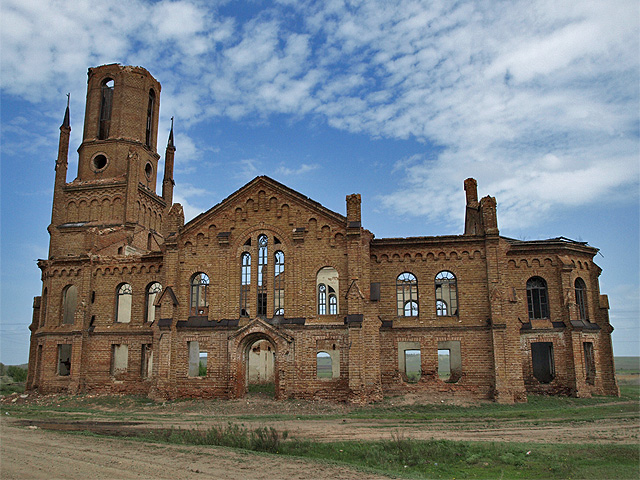
Лютеранская кирха

Реформатско-лютеранская колония у речки Золихи при её впадении в Голый Карамыш была основана 7 июня 1766 года выходцами из Пфальца, Пруссии и Гессена. Поселение было названо в честь первого старосты И. Мессера. Уже через год после основания был образован евангелический приход. В 1768 году по указу о наименованиях немецких колоний поселение получило официальное название Усть-Золиха. С 1797 года немецкие колонии вошли в состав Саратовской губернии, Усть-Золиха была приписана к Сосновской волости Камышинского уезда.
С момента основания колонии в ней существовала церковно-приходская школа. В 1870 году открылась частная товарищеская школа, одна из первых у немцев Поволжья. Преподавались русский и немецкий языки, арифметика, закон Божий. В 1891 году при этой школе открылся ремесленный класс. В церковно-приходской школе обучались дети обоего пола с 7 до 15 лет.
Первая деревянная церковь была построена в 1835 году. При ней имелись пасторат и построенная чуть позже колокольня. В 1912 году в селе был построен каменный храм, заменивший старый деревянный. По данным Большой Российской энциклопедии лютеранская церковь построена в 1820 году.
В 1860 году в колонии насчитывалось 198 дворов, действовала лютеранская церковь и школа, почтовая станция; имелось 12 сарпинковых и красильных заведений и 4 мельницы. В 1894 году в селе было уже 348 дворов, действовали: деревянная церковь, крытая деревом, при ней пасторат; земская ямская станция с 8-ми лошадьми; почтово-телеграфное отделение. Усть-Золиха была местом пребывания земского начальника 1 участка и пастора, волостного правления. По средам, летом и зимой устраивались базары, на которые собиралось собиралось до 40 подвод. В 1896 году открылась земская больница. К началу Первой мировой войны население Усть-Золихи достигло 6000 человек.
В советский период Усть-Золиха была включена сначала в Голо-Карамышский, а затем Каменский кантон АССР Немцев Поволжья, являлась административным центром Мессерского сельского совета. Имелись начальная школа, кооперативная лавка, сельскохозяйственное кредитное и машинное товарищества. По данным переписи 1931 года в селе проживало 3706 человек, из них 3703 немца. Название Мессер официально возвращено в 1928 году.
В сентябре 1941 года немецкое население Усть-Золихи, как и других населённых пунктов АССР немцев Поволжья, было депортировано в Сибирь и Казахстан.
В настоящее время Усть-Золиха в селе находится колония-поселение УШ 382/11. Предприятие «Санэко» занимается добычей сырой нефти и нефтяного (попутного) газа.

## Физико-географическая характеристика
Село находится в лесостепи, в пределах Приволжской возвышенности, являющейся частью Восточно-Европейской равнины, по правому берегу реки Голый Карамыш. Высота центра населённого пункта — 179 метров над уровнем моря. В окрестностях села распространены чернозёмы южные. Почвообразующие породы — глины и суглинки.
По автомобильным дорогам Усть-Золиха расположена в 91 км от Саратова и 21 км от районного центра города Красноармейск. Ближайшая железнодорожная станция Карамыш расположена в 2 км от села. В 5 км от села проходит федеральная автодорога Р228 (Саратов — Волгоград).

### Часовой пояс
Усть-Золиха, как и вся Саратовская область, находится в часовой зоне МСК+1. Смещение применяемого времени относительно UTC составляет +4:00.

## Население
| 1767 | 1773 | 1788 | 1798 | 1816 | 1834 | 1850 | 1859 | 1886 | 1897 | 1905 | 1911 | 1920 | 1922 | 1923 | 1926 | 1931 | 1987  |
| ---- | ---- | ---- | ---- | ---- | ---- | ---- | ---- | ---- | ---- | ---- | ---- | ---- | ---- | ---- | ---- | ---- | ----- |
| 308  | 397  | 581  | 619  | 960  | 1828 | 2704 | 3403 | 3149 | 3403 | 5057 | 5961 | 4344 | 3425 | 3200 | 3716 | 3706 | ≈1300 |

| 2002 | 2010  |
| ---- | ----- |
| 1101 | ↗1518 |

## Достопримечательности
Построенная в Усть-Золихе в 1912 году кирха является одним из наиболее ярких памятников немецкой архитектуры в правобережье Волги. После закрытия здание не было перестроено, благодаря чему, даже после обрушения крыши и купола, в своём первозданном виде дошло до наших дней. Является памятником регионального значения, включен Постановлением администрации Саратовской области от 21 июля 1993 г. № 201 «О постановке на государственный учет памятников истории и культуры Саратовской области» в реестр объектов культурного наследия Саратовской области регионального значения как Церковь лютеранская приходская, XIX век.

## Известные личности
Усть-Золиха является родиной поэта и переводчика Э. И. Губера, автора первого полного перевода первой части «Фауста».
В Мессере в 1920 году родился немец Карл Карлович Менг, родители Амалия Менг (Шмидт) и Карл Андреевич Менг. Карл Карлович Менг в 1940 году танкистом принимал участие в освобождении Бессарабии, с начала ВОВ находился в трудармии. С 1953 года, после возвращения из трудармии, работал на стройках Киргизии и Казахстана. От бригадира дошёл до должности зам. начальника треста «Казахтрансстрой». Заочно закончил ТашИИТ (Ташкентский институт инженеров транспорта). Значимые объекты, построенные при его участии и под его руководством: железная дорога в Киргизии до п. Рыбачьего, железнодорожный вокзал в г. Шу, железнодорожный вокзал в Шымкенте, ж/д мост через реку Или, перед плотиной илийского водохранилища, ж/д вокзал Алматы 1, за который он получил орден Трудового Красного Знамени. Также под его руководством и прямом участии было построено множество благоустроенных многоквартирных домов во всём Казахстане.
В 1880 году в Мессере родился Георгий Лауфер, прапрадед дирижера Мариинского театра Кристиана Кнаппа.